# Trupp Unbemannte Luftfahrtsysteme

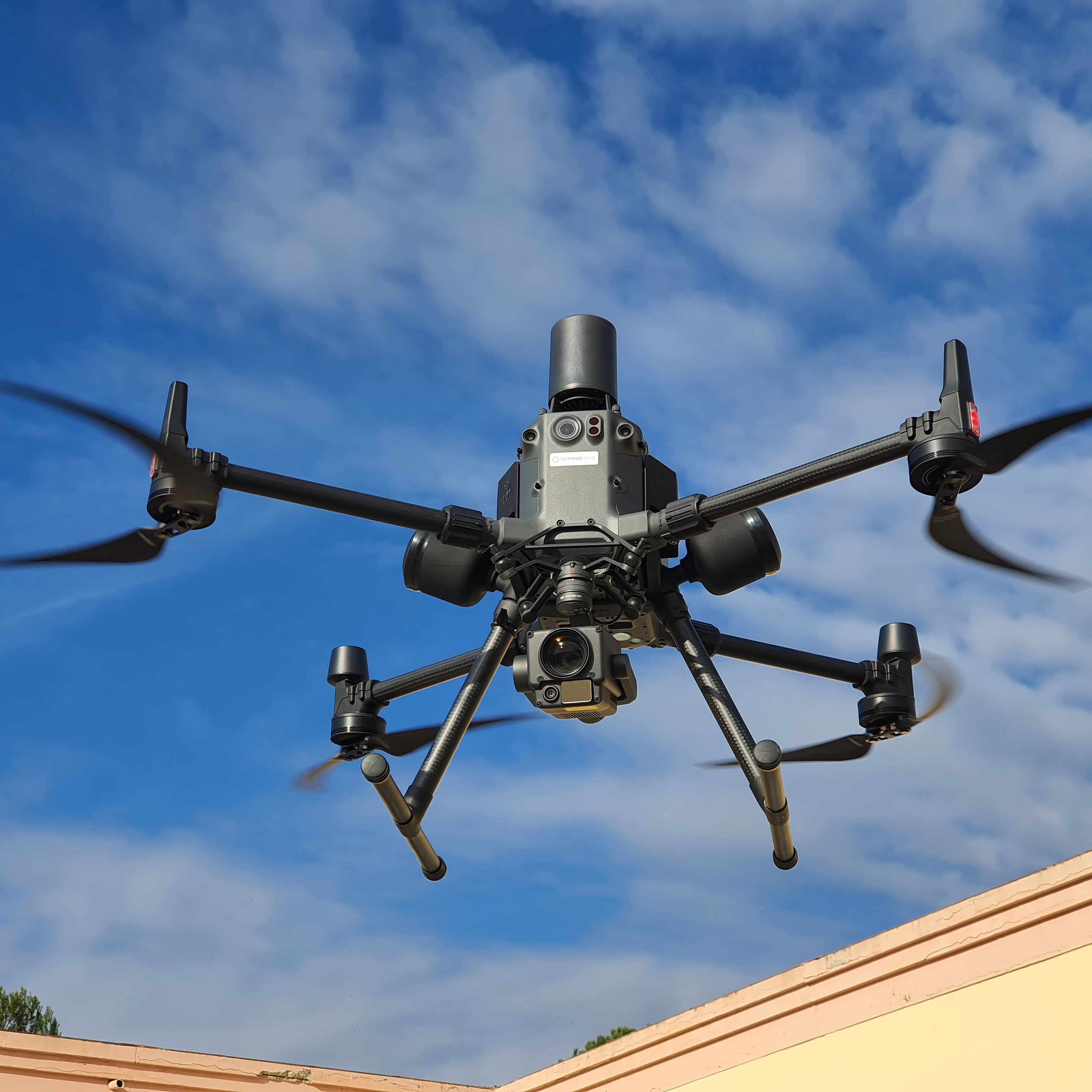
DJI Matrice 300 RTK

Der Trupp Unbemannte Luftfahrtsysteme (Tr UL)  ist eine Teileinheit im Technischen Zug des Technischen Hilfswerks (THW). Der Trupp verwendet Drohnen zur Erfüllung seiner Aufgaben.

## Aufgaben
Wichtigste Aufgaben des Trupps sind
- das Erkunden von Schadensgebieten und
- das Orten, also die Suche nach vermissten und verschütteten Personen,

aus der Luft.

## Aufstellung
Die Tr UL sind seit ca. 2019 in der Stärke- und Ausstattungsnachweisung des THW vorgesehen. Die Sollstärke umfasst eine Führungskraft (Truppführer) und drei Helfer (0/1/3/4). Alle Einsatzkräfte des Trupps sollen als Luftfahrzeugfernführer ausgebildet sein.
Erste Ausbildungen begannen Anfang 2020. Minimalziel ist die Dislozierung von mindestens zwei Tr UL je Landesverband, insgesamt also 16 Einheiten, Sollziel sind 66 Einheiten bundesweit. Mitte 2023 waren 47 Einheiten aufgestellt.

## Ausstattung
Das THW verfügt über Übungs- und Einsatzdrohnen. Die Übungsdrohnen vom Typ „Mavic 2 Enterprise“ des Herstellers DJI wurden Anfang 2020 von der Stiftung Technisches Hilfswerk beschafft, um einen Ausbildungsbeginn zu ermöglichen. Die Einsatzdrohnen vom Typ „Matrice 300 RTK“, ebenfalls von DJI, werden seit 2023 ausgeliefert. Sie sind mit Antikollisionssystem, Weitwinkel- und Zoomkamera, Wärmebildkamera und LED-Spotlight ausgestattet.